# Osloer Straße
Die Osloer Straße befindet sich im Berliner Ortsteil Gesundbrunnen des Bezirks Mitte.

## Straßenverlauf

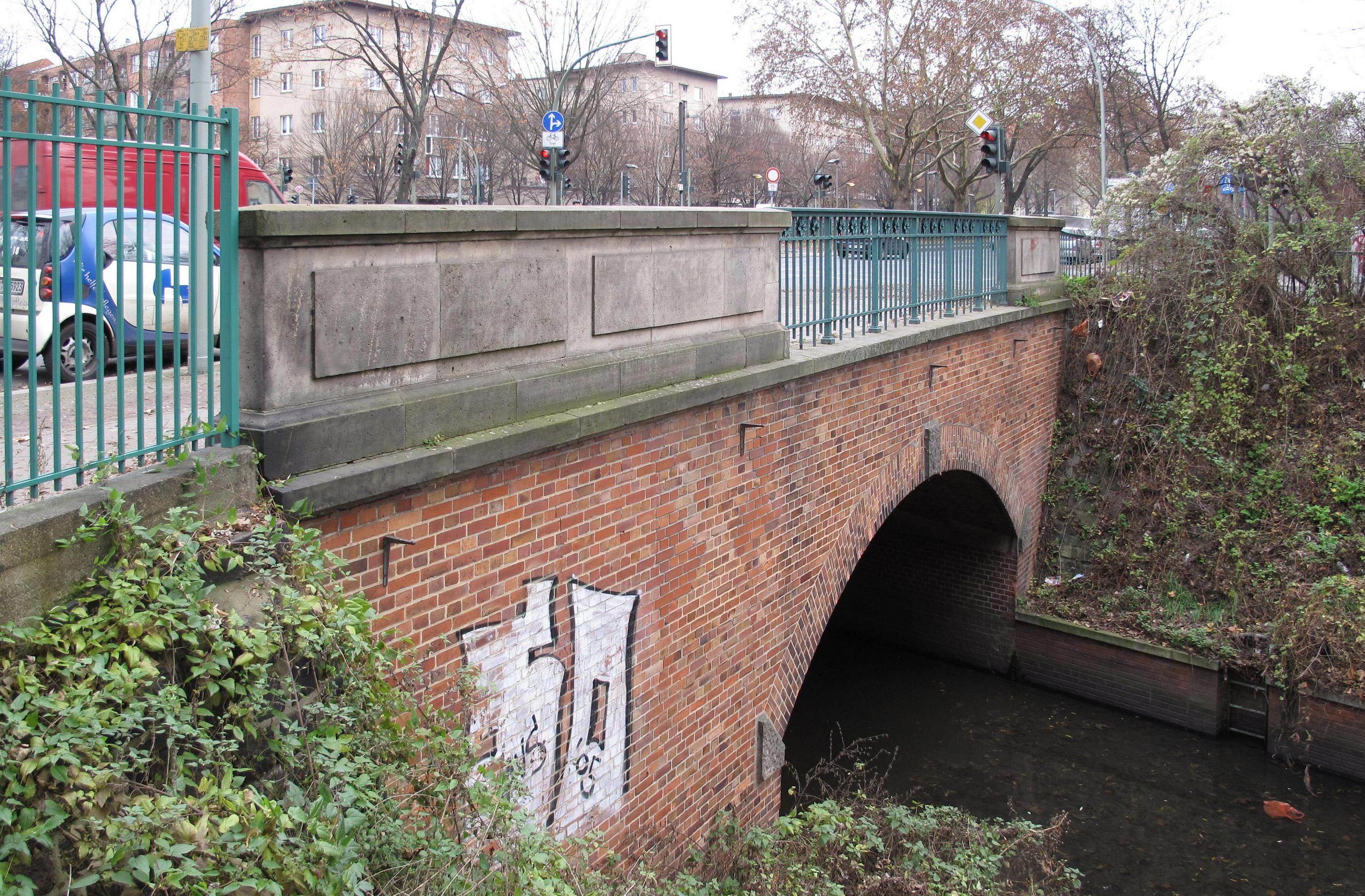
Osloer-Straßen-Brücke über die Panke

Die Osloer Straße mit einer angegebenen Länge von 1462 Metern und der Nummer 3343 gehört zum System der übergeordneten Straßenverbindungen (Kategorie II). Sie besitzt zwei Richtungsfahrbahnen mit einem 20 m breiten Mittelstreifen, auf dem die Straßenbahn geführt wird.
Die Osloer Straße liegt zwischen der Ortsteilgrenze am Ostrand des Louise-Schroeder-Platzes und der Kreuzung mit der Grüntaler Straße (bis 1910: Völkerstraße), wo sie in die Bornholmer Straße übergeht. Im Westen wird der Straßenzug von der Seestraße zum Stadtring A 100 weitergeführt. Das Straßenland liegt vollständig im Ortsteil Gesundbrunnen, 77 Meter am Südrand gehören zu Wedding (Grundstücke Reinickendorfer Straße 59b und Osloer Straße 76 und 77, anschließend abbiegend Reinickendorfer Straße 59a). Die Grundstückszählung beginnt an der Grüntaler Straße an der Nordseite mit der Hausnummer 1 fortlaufend bis zu den Sportplätzen Nummer 42. An der Südseite setzt sich die Zählung am Eckhaus Reinickendorfer Straße 59b mit Osloer Straße 76 nach Osten fort bis zur Hausnummer 127. (Die Tankstelle ist mit Grüntaler Straße 77a adressiert.) Von West nach Ost folgt die Straßenkreuzung am U-Bahnhof, wobei die Schwedenstraße in zwei getrennten Fahrbahnen in Nordwest-/Südost-Richtung kreuzt, während (in Verkehrsregelung) Tromsoer Straße von Nordost in die Schwedenstraße und Heinz-Galinski-Straße von Südwest in die Osloer Straße geführt ist. Es folgt die Kreuzung Kolonie-/Drontheimer Straße, wobei die Koloniestraße nach Nordost knickend eine 30 m versetzte Abbiegung erforderte. 250 m weiter überquert die Osloer Straße mit der Osloer-Straßen-Brücke die Panke. Die Brückenbreite beträgt 52 m, die Länge der Brückenbögen 15,3 m. Die Brücke wurde zwischen 1906 und 1908 als Bogenbrücke mit einfachem Stichbogengewölbe aus Ziegelsteinen erbaut. Am Ostufer der Panke kreuzen Travemünder Straße (von Süden) und Stockholmer Straße von Norden, mit dem Ausbau des Pankegrünzugs waren diese Straßen zurückgebaut worden. Die nächste Kreuzung erfolgt mit der Prinzenallee zwischen den Grundstücken Osloer Straße 15 und 16 (nördlich) und 109, 110 (südlich), wobei das südöstlich gelegene Eckhaus Prinzenallee 21 adressiert. Die Wriezener Straße mündet von Nord, die Stettiner Straße von Südwest und letzterer gegenüber die Freienwalder Straße von Nord. 100 m weiter östlich kreuzt dann die eigentlich zweibahnige Grüntaler Straße mit grünem Mittelstreifen. Aus verkehrstechnischen Gründen sind die jeweils rechten Fahrbahnen auf die Osloer Straße mündend ausgestaltet. Zur Entwicklung der Verkehrssituation und der Anbindung der Seitenstraßen an der Osloer Straße seit 1910 ist eine Kartensammlung auf HistoMapBerlin vorhanden. So führte die Seestraße noch 1910 über den Oskarplatz die Reinickendorfer Straße kreuzend, während die Christianiastraße zwar geplant aber nur zur Kreuzung Schwedenstraße und Schulstraße weiter Straße 69c ausgebaut war.
In der Berliner Statistik sind die Wohnbereiche der Osloer Straße dem lebensweltlich orientierten Raum (LOR) innerhalb des Ortsteils Gesundbrunnen durch diesen Straßenzug in einen Nordteil und Südteil getrennt. Innerhalb des Bezirks Mitte (Ortsteil Gesundbrunnen) gehören an der Nordseite die Hausnummer 1–42 zum Prognoseraum 03 = Gesundbrunnen, Bezirksregion 31 = Osloer Straße und dem Planungsraum 01=Soldiner Straße. An der Südseite teilt die Prinzenallee den östlichen Bereich mit den Hausnummern 111–127 des Prognoseraums Gesundbrunnen (03) der Bezirksregion Osloer Straße (31) aber Planungsraum Gesundbrunnen (02) zu. Dagegen gehört die Südseite zwischen Reinickendorfer Straße und Prinzenallee (Nummer 76–110) zum Prognosraum Wedding, (04), Bezirksregion Wedding-Zentrum (42) und Planungsraum 01=Reinickendorfer Straße. Die ältere verwaltungstechnische Einteilung waren die Statistischen Gebiete die mit den LOR übereinstimmte: an der Nordseite das statistische Gebiet 6, an der Südseite westlich der Prinzenallee das Gebiet 9 und östlich das statistische Gebiet 7. Die Straßenkreuzungen und -einmündungen ergaben die statistischen Blöcke.
Nach Postbezirken gehören seit der Einführung der fünfstelligen Postleitzahlen alle Grundstücke zur PLZ 13559. Zuvor lagen die Grundstücke 1–41 und 83–127 in Berlin N 20 und der westliche Abschnitt 42–82 (westlich Schwedenstraße/Schulstraße) in Berlin N 65.

## Geschichte
Die Osloer Straße war als Straße Nr. 76 Teil des äußeren Straßenringes aus dem Berliner Bebauungsplan von 1862 (Hobrecht-Plan, Abt. X/2) aufgeführt. Seit 1870 wurden von der Badstraße aus Straßen nach Norden bebaut, die zu Querstraßen der Osloer Straße (damals: Straße 76) wurden. Im Adressbuch 1873 ist die Straße 76 erstmals als eigener Eintrag aufgenommen. In den folgenden Jahren wurde von der Grünthaler Straße nach Westen bebaut.
Die Benennung der Straße 76  erfolgte am 8. März 1892 nach der norwegischen Hauptstadt als Christianiastraße. Die (seit 1877) offizielle Schreibweise des Ortsnamens war Christiania, benannt nach dem dänisch-norwegischen Konig Christian IV., der die Stadt 1524 neu gegründet hatte. Als die norwegische Hauptstadt zum 1. Januar 1925 den Namen Oslo erhielt, wurde dem folgend die Christianiastraße am 4. November 1938 auch umbenannt und trägt seitdem ihren heutigen Namen Osloer Straße.
Eine Darstellung der Bebauung der gesamten Osloer Straße findet sich auf dem Luftbild von 1928 und dem von 1953.

## Sehenswürdigkeiten
- An der Osloer Straße 16/17 befindet sich das unter Denkmalschutz stehende, von Hans Heinrich Müller entworfene und 1928–1929 errichtete Umspannwerk „Christiania“.[18] Seit 2005 befindet sich in diesem Gebäude das kulturwirtschaftliche Innovationszentrum Christiania. Es vereinigt kleine Unternehmen unterschiedlichen Profils unter einem Dach, darunter Fotografen, Musiker, Designer.
- Vor dem Oberstufenzentrum in der Osloer Straße 23–26 ist der von Jida Yoshikumi geschaffene Brunnen mit Bären zu besichtigen.
- Neben dem Finanzamt in der Osloer Straße 37 steht seit 1967 die rund sieben Meter hohe Skulptur zum Durchschreiten von Barna von Sartory aus Edelstahl.
- Am westlichen Ende, vor der Einmündung in die Seestraße, in der Osloer Straße 42, befindet sich die nach Johannes Sobek benannte Hanne-Sobek-Sportanlage. Am Eingang zur Sportanlage befindet sich eine Gedenktafel für Johannes Sobek.
- Die Wohnanlage Osloer Straße 94–98, die nach Entwürfen von Paul Mebes und Paul Emmerich 1927–1928 errichtet wurde, steht unter Denkmalschutz.[19]
- Die Osloer Straße 102 liegt auf der ehemaligen Pankeinsel, einem länglichen Landstreifen, der im frühen 18. Jahrhundert durch den Bau eines aus der Panke abgezweigten Mühlgrabens entstanden war. Durch die Regulierung des Wasserlaufs wurde die Insel mehrfach verkleinert und erst 1823 in der heutigen Form befestigt. Auf dem nördlichen Teil siedelte sich 1890 die Tresorfabrik S. J. Arnheim an. Die Fabrikhalle wird vom Berufsverband Bildender Künstler in Berlin als Bildhauerwerkstatt genutzt.[20] Das Gebäude gehört zum historischen Kern des Ortsteils am oberen Ende der Badstraße.[21]
- Der Architekt Georg Heyer entwarf das unter Denkmalschutz stehende und 1910–1911 errichtete Mietshaus mit Gewerbehof in der Osloer Straße 116a.[22]
- Vom Haus Osloer Straße 118 sind nach Kriegsschäden nur zwei Seitenflügel erhalten. Im rechten Seitenflügel wurde 1995 ein alter Brunnen entdeckt, den man im ausgehenden 19. Jahrhundert noch vor dem Bau der städtischen Wasserleitung zur Wasserversorgung angelegt hatte.[23]
- In der Osloer Straße 119 steht ein Wohnhaus mit Vorgarten aus der Zeit um 1865, das unter Denkmalschutz steht.[24]

## Öffentliche Einrichtungen
- In der Osloer Straße 12 befindet sich das soziokulturelle Zentrum Fabrik Osloer Straße e. V., das das Labyrinth Kindermuseum Berlin beherbergt.[25]
- Das Oberstufenzentrum für Kommunikations-, Informations- und Medientechnik befindet sich in der Osloer Straße 23–26.
- Das Finanzamt Wedding befindet sich in der Osloer Straße 37.

## Verkehr

### U-Bahn
Der U-Bahnhof Osloer Straße, unter der Kreuzung der drei Straßenzüge Osloer Straße, Schwedenstraße und Heinz-Galinski-Straße/Tromsöer Straße gelegen, wird durch die U-Bahn-Linien U8 und U9 bedient.
Erste Planungen für einen Schnellbahnhof an dieser Stelle gehen auf das Jahr 1907 zurück. 1955 beschloss der Berliner Senat ein U-Bahn-Ausbauprogramm, der erstmals die damals neue U-Bahn-Linie G, die heutige U9, berücksichtigte. Dieser Plan sah bereits für einen Ausbau der Linien U8 und U9 nach Norden den Kreuzungspunkt unter der Osloer Straße vor. Die ersten U-Bahn-Bauarbeiten für einen Turmbahnhof begannen im Bereich der Osloer Straße im Jahr 1973. In halber Tieflage befindet sich ein Zwischengeschoss, eine Ebene tiefer befindet sich der Bahnsteig für die U9, in 2 1⁄2-facher Tieflage der Mittelbahnsteig der U8. Rainer G. Rümmler war für die Gestaltung zuständig. Der Bahnsteig der U9 wurde am 30. April 1976 eröffnet, der der U8 über ein Jahr später am 5. Oktober 1977.

### Straßenbahn und Bus

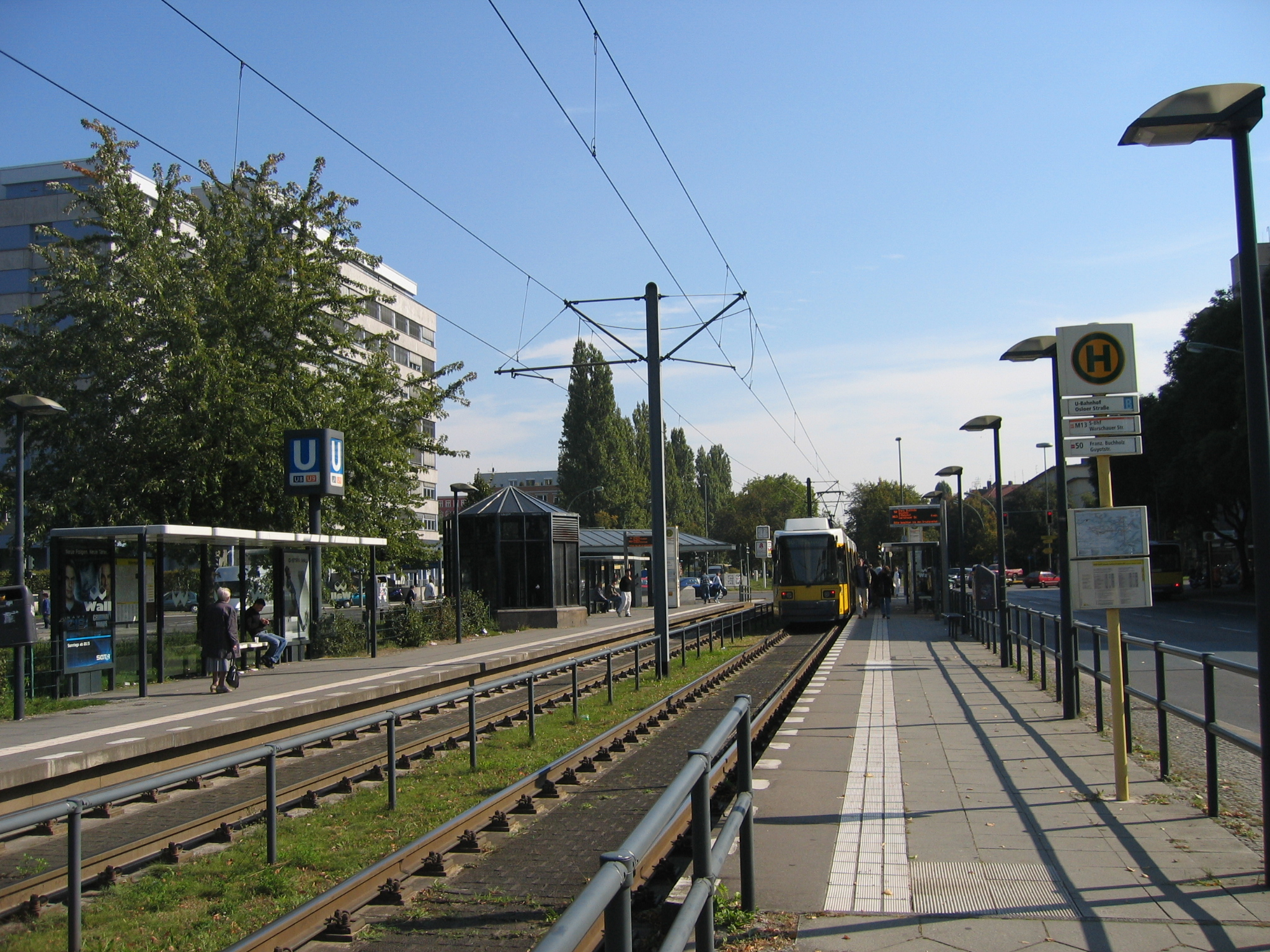
Straßenbahnhaltestelle am
U-Bahnhof Osloer Straße

Ab 12. Oktober 1928 wurde die Osloer Straße von der Straßenbahnlinie 8 (Nordring) auf dem Abschnitt Seestraße – Bornholmer Straße durchfahren. Ab 1929 bis 1936 hatte die Linie 19 (Schweden-/ Badstraße – Schöneberg, Belziger Straße) eine Endschleife über Schweden- / Bad- / Pankstraße und zurück: Kolonie- / Christiania- / Schwedenstraße. Linie 8 (Richard-Wagner-Platz – Görlitzer Bahnhof) fuhr bis zur Einstellung des Verkehrs 1945 auf diesem Streckenzug. Ab 1948 verkehrten wieder Straßenbahnen der Linie 3 (Ost) auf der Osloer Straße. Mit der Streckentrennung 1953 fuhr die „Westlinie 3“ zwischen Hermannplatz – Osloer/Grüntaler Straße. Die Straßenbahn wurde zu Beginn der 1960er Jahre durch Omnibusse ersetzt die ihren Endpunkt an der Bösebrücke hatten. Im Weiteren fuhr die Buslinie 89 durch die Osloer Straße, die Buslinie 72 kreuzte sie und die Buslinien 14, 22, 61 hatten einen Endpunkt am U-Bahnhof Osloer Straße. Mit dem Mauerfall fuhr der Bus 126 – von BVG und BVB betrieben – über Bösebrücke zwischen U-Bahnhof Pankow (Vinetastraße) und U-Bahnhof Mierendorffplatz.
Seit 1995 fährt wieder eine Straßenbahn auf dem ehemaligen West-Berliner Gebiet. In diesem Jahr wurden die Straßenbahngleise am S-Bahnhof Bornholmer Straße über die Bösebrücke bis zum Louise-Schroeder-Platz verlängert. Ab 14. Oktober 1995 nahm die Linie 23 den Betrieb auf, ergänzt durch die Linie 24 an Werktagen. 1997 wurde ein verlängernder Streckenabschnitt durch die Seestraße bis zum Rudolf-Virchow-Klinikum in Betrieb genommen. Mit Änderung der Verkehrsströme verkehrt seit 14. Dezember 2003 die Linie 50 und seit 12. Dezember 2004 die Metro-Tram M13 durch die Osloer Straße in ihrer gesamten Länge. Der U-Bahnhof Osloer Straße war Endpunkt weiterer Buslinien.

### Kraftfahrzeugverkehr
Die Osloer Straße wird von Kraftfahrzeugen stark genutzt, da sie im Zuge des C-Stadtringes der Seestraße/Ostseestraße liegt. Bei der Zählung 2014 wurden 1880 Lkw je 24 Stunden in der Osloser Straße (vor und nach der Provinzstraße) gemessen. Die durchschnittliche tägliche Verkehrsstärke wird mit 30.001–40.000 (Anzahl der Kraftfahrzeuge je 24 Stunden einschließlich Lkw, Motorräder und Busse) ausgewiesen. Entsprechend dieser Anforderungen stehen zwei Fahrstreifen und eine Parkspur je Richtung getrennt durch den grünen Mittelstreifen mit zweigleisiger Straßenbahn zur Verfügung.

## Sport
- SG Osloer Straße